# Woodleigh (krater)
Woodleigh is een grote inslagkrater van een meteoriet in het westen van Australië. De krater ligt in het midden van het Woodleigh Station ten oosten van Shark Bay.
Een team van vier wetenschappers op de Geological Survey van West-Australië en de Australische Nationale Universiteit, geleid door Arthur J. Mory, maakte de ontdekking van de krater bekend op 15 april 2000 in een uitgave van Earth and Planetary Science Letters.
De krater is niet open aan de bovenkant en daarom is de omvang ervan onbekend. Het team dat de krater voor het eerst ontdekte dacht dat de krater een diameter van 120 kilometer had, maar volgens anderen is de diameter veel kleiner. Een studie suggereert dat de diameter eerder in de buurt van de 60 kilometer ligt. Indien de eerste schatting (van 120 km) juist is, dan zou de krater de op drie na grootste ter wereld zijn. De krater zou dan kunnen zijn veroorzaakt door een bolide met een diameter van 5 of 6 kilometer.
Woodleigh werd voor het eerst ontdekt door booractiviteiten van mijnwerkers in de jaren 70 van de 20e eeuw. Maar pas in 1997 realiseerde men wat het werkelijk was toen een centrale bult werd gevonden die op een inslag leek. In 1999 werd een nieuw monster van de kern genomen. De kleine sporen van gesmolten glas, breccie en schokkwarts die in dit monster werden aangetroffen waren ontstaan onder een druk die 100,000 maal groter was dan de atmosferische druk op zeeniveau. Alleen de inslag van een grote planetoïde kon zoiets hebben veroorzaakt.
Van het inslagproces werd oorspronkelijk ingeschat dat het ergens in het einde van het Trias of einde van het Perm moet hebben plaatsgevonden. Tegenwoordig gaat men ervan uit dat het 364 ± 8 miljoen jaar geleden heeft plaatsgevonden (eind Devoon).